# Salacia negrensis
Salacia negrensis är en benvedsväxtart som beskrevs av Lombardi. Salacia negrensis ingår i släktet Salacia och familjen Celastraceae. Inga underarter finns listade.